# Lithophane oregonensis
Lithophane oregonensis är en fjärilsart som beskrevs av Harvey 1876. Lithophane oregonensis ingår i släktet Lithophane och familjen nattflyn. Inga underarter finns listade i Catalogue of Life.